# Fernando Prass
Fernando Büttenbender Prass né le 9 juillet 1978 à Viamão, est un footballeur brésilien qui évolue au poste de gardien de but pour le Ceará SC.

## Carrière

### Début de carrière
Fernando Prass débute au Grêmio puis il rejoint Francana puis Vila Nova où il s'impose en défense.
En 2002, il signe à Coritiba où il devient le titulaire incontesté à son poste.
Il rejoint ensuite l'Europe : de 2005 à 2009, il joue à l'Uniao Leiria au Portugal.
Après son expérience européenne, Fernando Prass revient au Brésil et rejoint le Vasco de Gama.

### Vasco de Gama

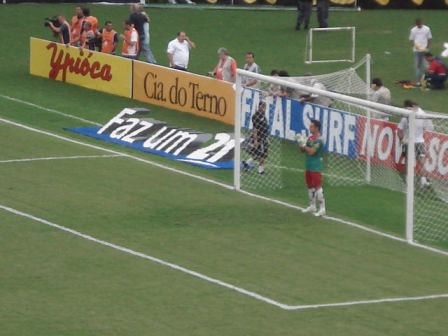
Fernando Prass en jouant pour Vasco de Gama

Il fait ses débuts avec Vasco de Gama en 2009 dans un match amical contre Santa Cruz
En octobre 2010, il renouvelle son contrat avec le Vasco jusqu'à la fin de 2013. En 2011, le club gagne la Coupe du Brésil. Cette année-là, il remporte le prix du Ballon d'Argent en tant que meilleur gardien de but du Brésil, décerné par le magazine Score en collaboration avec ESPN.

### SE Palmeiras
Le 11 décembre 2012, il est confirmé comme un nouveau renfort de Palmeiras pour la saison 2013. 
Il va rapidement devenir le joueur fort de Palmeiras et il est cité par la presse comme étant l'un des plus grands gardiens de but de l'histoire du club.
En septembre 2015, il renouvele son contrat avec Palmeiras pour deux ans en signant jusqu'en 2017.

## Sélection nationale

### Brésil olympique
Fernando Prass est appelé en sélection olympique en tant que l'un des trois joueurs de plus de 23 ans pour les Jeux olympiques de 2016. Cependant, il doit déclarer forfait à cause d'une blessure au coude.

## Palmarès

### Grêmio
- Championnat du Rio Grande do Sul: 1999
- Coupe Sud: 1999

### Vila Nova
- Championnat Goiano: 2001

### Coritiba
- Championnat du Paraná: 2003 et 2004

### Vasco da Gama
- Championnat du Brésil - D2: 2009

- Coupe du Brésil:  2011

### Palmeiras
- Championnat du Brésil - D2: 2013
- Copa EuroAmericana: 2014

- Coupe du Brésil: 2015
- Championnat du Brésil: 2016

## Récompenses Individuelles
- Ballon d'Argent du magazine Placar le meilleur gardien du Championnat Brésilien Série A: 2011
- Élu meilleur gardien du Brasileirão 2011 par les électeurs de Lance!
- Il a fait la défense plus difficile  Brasileirão 2012 par SporTV
- Meilleur gardien de but dans le Championnat de São Paulo: 2014 et 2015
- Meilleur gardien de la Coupe du Brésil: 2015
- Meilleur joueur de la finale de la Coupe du Brésil: 2015